# Мішуковське сільське поселення
Мішуко́вське сільське поселення (рос. Мишуковское сельское поселение) — муніципальне утворення у складі Поріцького району Чувашії, Росія. Адміністративний центр — село Мішуково.

## Населення
Населення — 383 особи (2019, 472 у 2010, 634 у 2002).

## Склад
До складу поселення входять такі населені пункти:
| Населений пункт         | Населення, осіб (2002) | Населення, осіб (2010) |
| ----------------------- | ---------------------- | ---------------------- |
| Івановка, присілок      | 195                    | 150                    |
| Красномайська, присілок | 71                     | 59                     |
| Мішуково, село          | 368                    | 263                    |